# Chris Mason
Christopher Mason, född 20 april 1976 i Red Deer, Alberta, är en kanadensisk professionell ishockeymålvakt som spelar för italienska Ritten Sport i Serie A.
Mason har tidigare spelat för NHL-lagen St. Louis Blues, Atlanta Thrashers, Winnipeg Jets, Nashville Predators samt för ett flertal AHL-klubbar.